# NGC 3079

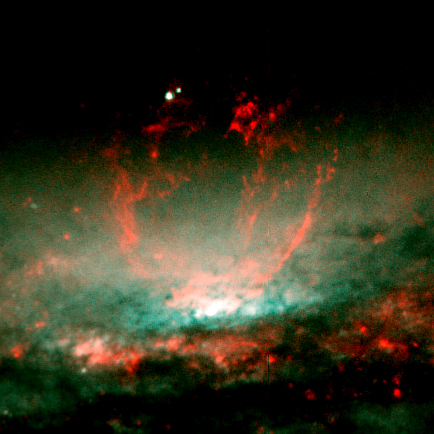
Bild från Hubble av en bubbla av varm gas i NGC 3079.

NGC 3079 är en stavgalax som ligger 50 miljoner ljusår från jorden och som syns i stjärnbilden Stora björnen. Galaxen är noterbar för "bubblan" av varm gas i galaxens mitt (se bild nedan). Det supermassiva svarta hålet i galaxens mitt har en massa motsvarande ungefär 2 400 000 solmassor